# Église de la Nativité-de-Saint-Jean-Baptiste de Botoš
Pour les articles homonymes, voir Église Saint-Jean-Baptiste.
L'église de la Nativité-de-Saint-Jean-Baptiste de Botoš (en serbe cyrillique : Српска православна црква светог Јована Претече у Ботошу ; en serbe latin : Srpska pravoslavna crkva svetog Jovana Preteče u Botošu) est une église orthodoxe serbe située à Botoš, dans la province autonome de Voïvodine, sur le territoire de la ville de Zrenjanin et dans le district du Banat central en Serbie. Elle est inscrite sur la liste des monuments culturels de grande importance de la république de Serbie (identifiant no SK 1101).
L'église est familièrement connue sous le nom de « Namastir »,.

## Présentation
L'église, de dimension modeste, a sans doute été construite entre 1768 et 1770 par des moines qui se sont installés dans la localité en même temps que des douaniers serbes,. D'abord constituée de torchis et recouverte de bardeaux, elle a été modifiée à une date ultérieure et indéterminée et dotée de murs massifs en briques blanchis à la chaux et d'un toit en tuiles, qui, au niveau de l'abside, garde la forme arrondie de l'ancien toit en bois ; les façades sont dépourvues de toute décoration plastique,.
L'intérieur de l'église est rempli d'icônes selon une tradition voulant que les icônes de familles disparues ou ayant abandonné la foi orthodoxe soient abritées dans un lieu de culte ; cette pratique est appelée la « restauration de la gloire » (en serbe : vrаćаnjе slаvе). Parmi ces icônes figurent une Crucifixion et un Baptême qui, par leurs couleurs et les halos d'or entourant les personnages, remontent probablement au XVIIIe siècle ; une représentation de la Mère de Dieu avec le Christ pourrait être antérieure au XVIIIe siècle.